# Francisco Uriburu (hijo)
Francisco Juan Marcial Uriburu (Buenos Aires, Argentina, 22 de agosto de 1872 - íd. 9 de julio de 1940) fue un político y periodista perteneciente a una influyente familia de Argentina. Fue cuatro veces diputado nacional por la provincia de Buenos Aires, ministro de gobierno de la provincia de Buenos Aires y ejerció como periodista. Fundó los periódicos La Mañana y La Fronda.

## Actividad política
Era hijo de un senador nacional, sobrino nieto del expresidente José Evaristo Uriburu y primo tercero del general José Félix Uriburu. Participó en el bando rebelde en el fallido golpe de Estado de 1890. Fue elegido diputado nacional por la provincia de Buenos Aires para el período 1904 a 1908 y luego que el 12 de septiembre de 1912 falleciera el gobernador de esa provincia José Inocencio Arias fue ministro de gobierno de esa provincia entre septiembre de 1912 y mayo de 1914 mientras ejercían aquel cargo el vicegobernador Ezequiel de la Serna –fallecido el 15 de marzo de 1913-, el presidente del Senado Eduardo Arana –que convocó a elecciones sólo para completar el mandato del fallecido-, Juan Manuel Ortiz de Rosas, que triunfó en los comicios, inició su mandato el 2 de julio de 1913 y falleció el 1 de septiembre de 1913, Luis García, el vicegobernador que sucedió al anterior. Luego volvió a la Cámara de Diputados de la Nación por la misma provincia en los períodos 1922-1926 por el Partido Conservador y 1932-1934 y 1934-1938 por el Partido Demócrata Nacional.
En su actividad periodística trabajó en La Tribuna Nacional y en Tribuna y también en El País, el diario de Carlos Pellegrini, del que llegó a ser nombrado su director. 
Finalmente, en enero de 1911 fue el fundador de los periódicos La Mañana, que fue reemplazado por La Fronda a partir de octubre de 1919.

### La reforma del sistema electoral
En el debate suscitado a partir de 1912 sobre el régimen electoral, Francisco Uriburu se puso decididamente en favor de la reforma, que implicó establecer que el voto –que ya era universal- pasara a ser también secreto y obligatorio. Los impulsores de la reforma querían una modernización acorde con las transformaciones que había tenido la sociedad y pretendían desactivar la impugnación revolucionaria procedente del radicalismo e incorporarlo al sistema político. La idea de los reformistas era que existieran partidos políticos estables y permanentes, de alcance nacional, con programas que expresaran sus postulados ideológicos y ofrecieran juicios concretos respecto de una sociedad que estaba en proceso de rápida expansión y cambio, partidos programáticos –conocidos en la época como «partidos de ideas» o «partidos orgánicos»– debían reemplazar con mecanismos internos democráticos de deliberación y decisión, a la política gestionada por los círculos de notables y contaminada de personalismo y caudillismo.
El yrigoyenismo no sólo era censurado por Uriburu por falta de plataforma electoral sino también por su apelación a las facetas emotivas e irracionales de los votantes y su pretensión de fundar una «religión cívica» en torno del caudillo carismático que lideraba al partido; en realidad esta indefinición programática era para Yrigoyen la esencia misma de su movimiento dado que identificaba a la Unión Cívica Radical con la nación misma y una plataforma precisa habría significado inclinarse por un interés particular en detrimento del interés nacional. Fue precisamente Francisco Uriburu quien desde las columnas de La Mañana lanzó el mote de «Peludo» con el que se conoció popularmente y se caricaturizó a Yrigoyen, del que se desprendieron los términos subsidiarios de «peludismo» y «antipeludismo», haciendo un paralelismo con ese animal habitante de los países del sur de América del Sur, hábil para escavar madrigueras de las que no sale de día, aludiendo así a los hábitos reservados que atribuía al mismo. 
Cuando en su primera aplicación a fines de marzo de 1912 la UCR triunfó en las elecciones celebradas en la provincia de Santa Fe, Uriburu mantuvo su opinión favorable a la reforma electoral como una medida adecuada y progresista, si bien vio ese resultado como confirmación de que la lista incompleta no era el sistema más apropiado para el nivel de cultura política alcanzado por la sociedad y reafirmó su preferencia por el voto por circunscripciones..

### Apoyo al Partido Demócrata Progresista
En las elecciones presidenciales de 1916, alarmado por el avance yrigoyenista y atraído al mismo tiempo por las propuestas programáticas de Lisandro de la Torre, apoyó al Partido Demócrata Progresista, creado en 1914 sobre la base de la Liga del Sur y otros partidos provinciales, que contó inicialmente con numerosos apoyos conservadores, que vieron en ella un probable dique frente al radicalismo.
El triunfo de Yrigoyen, elegido presidente para el período 1916-1922, que fue explicado por Uriburu por la falta de experiencia del electorado, que aún se dejaba seducir por los vicios de la «política criolla», no hizo variar su convicción en la perfectibilidad del sistema democrático a lograrse con la educación política del pueblo elector por parte de los «partidos de ideas» y a la práctica continuada del sufragio.
La administración radical era criticada por Uriburu imputándole el uso del clientelismo, elusión permanente del control parlamentario por parte del Poder Ejecutivo, sus reiteradas intervenciones federales por decreto, la violación de la independencia de la justicia, ineptitud, corrupción y excesiva dependencia de presidente en todas las áreas. Esta visión política era compartida por los grupos parlamentarios opositores –conservadores, demócrata-progresistas, socialistas y radicales disidentes, liderados por Vicente C. Gallo así como por medios de opinión liberal, como el diario La Nación.
Uriburu preconizaba una acción conjunta de las fuerzas políticas opositoras y en principio confió en que el Partido Demócrata Progresista pudiera aglutinarlas para hacer así frente al yrigoyenismo. En esa inteligencia, en las elecciones para la renovación de diputados de 1920 Francisco Uriburu aceptó su postulación como candidato por la Capital Federal por el PDP.
En 1921 el PDP se negó a unirse a la Concentración Nacional de Fuerzas Opositoras alegando las divergencias ideológicas que lo separaban de la mayoría de sus agrupaciones que la integraban, al afirmar que: «no son conservadores únicamente de nombre, lo son de espíritu, y no quiero que existan dudas respecto a mis tendencias absolutamente liberales y progresistas». Ante la decisión de De la Torre Uriburu respaldó para las elecciones presidenciales de 1922 a la fórmula de Concentración Nacional Norberto Piñero-Rafael Núñez y en la Provincia de Buenos Aires al Partido Conservador, que tras la declinación de Marcelino Ugarte había comenzado a reorganizarse y modernizarse bajo la conducción de Rodolfo Moreno. Francisco Uriburu fue candidato a diputado nacional en la provincia de Buenos Aires por este partido, resultando electo por el período 1922-1926. 
Falleció el 9 de julio de 1940.